# Konferencija Ujedinjenih naroda za standardizaciju geografskih imena
Konferencija Ujedinjenih naroda za standardizaciju geografskih imena (UNCSGN, engl. United Nations Conference on the Standardization of Geographical Names), periodična je međunarodna konferencija koju organizira Statistička komisija Ujedinjenih naroda sa središnjom svrhom olakšavanja standardizacije nacionalnih geografskih imena. Svrha konferencije nije rješavanje političkih sporova između država oko uporabe (ili neuporabe) pojedinih geografskih imena.
Konferencija se održava svake pete godine u sjedištu Ujedinjenih naroda u New York Cityju. Može se održati i na drugoj lokaciji ako neka država odluči ugostiti konferenciju i platiti dodatne troškove ugošćivanja konferencije izvan UN HQ. Svaka država može poslati delegaciju. Članovi tih delegacija uglavnom su eksperti za geografska imena koja se koriste u njihovim državama.
Posljednja konferencija, deveta po redu, održana je u New Yorku u kolovozu 2007. godine.

## Vanjske poveznice
- Izvješća Konferencije Ujedinjenih naroda za standardizaciju gegorafskih imena, izdanje Ujedinjenih naroda.  Arhivirana inačica izvorne stranice od 30. siječnja 2009. (Wayback Machine)
- Je li Hrvatskoj potrebno povjerenstvo za geografska imena?  Arhivirana inačica izvorne stranice od 12. veljače 2009. (Wayback Machine)
- cgn.dgu.hr - Registar geografskih imena Republike Hrvatske (CGN) pri Državnoj geodetskoj upravi.